# Vaccin anti-COVID-19
     Aprobat pentru uz general, vaccinarea în masă este în curs
     AUU (sau echivalent) acordat, vaccinarea în masă este în curs
     EUA vaccinare acordată, limitată
     Aprobat pentru uz general, vaccinarea în masă planificată
     EUA acordată, vaccinarea în masă planificată
     EUA în curs

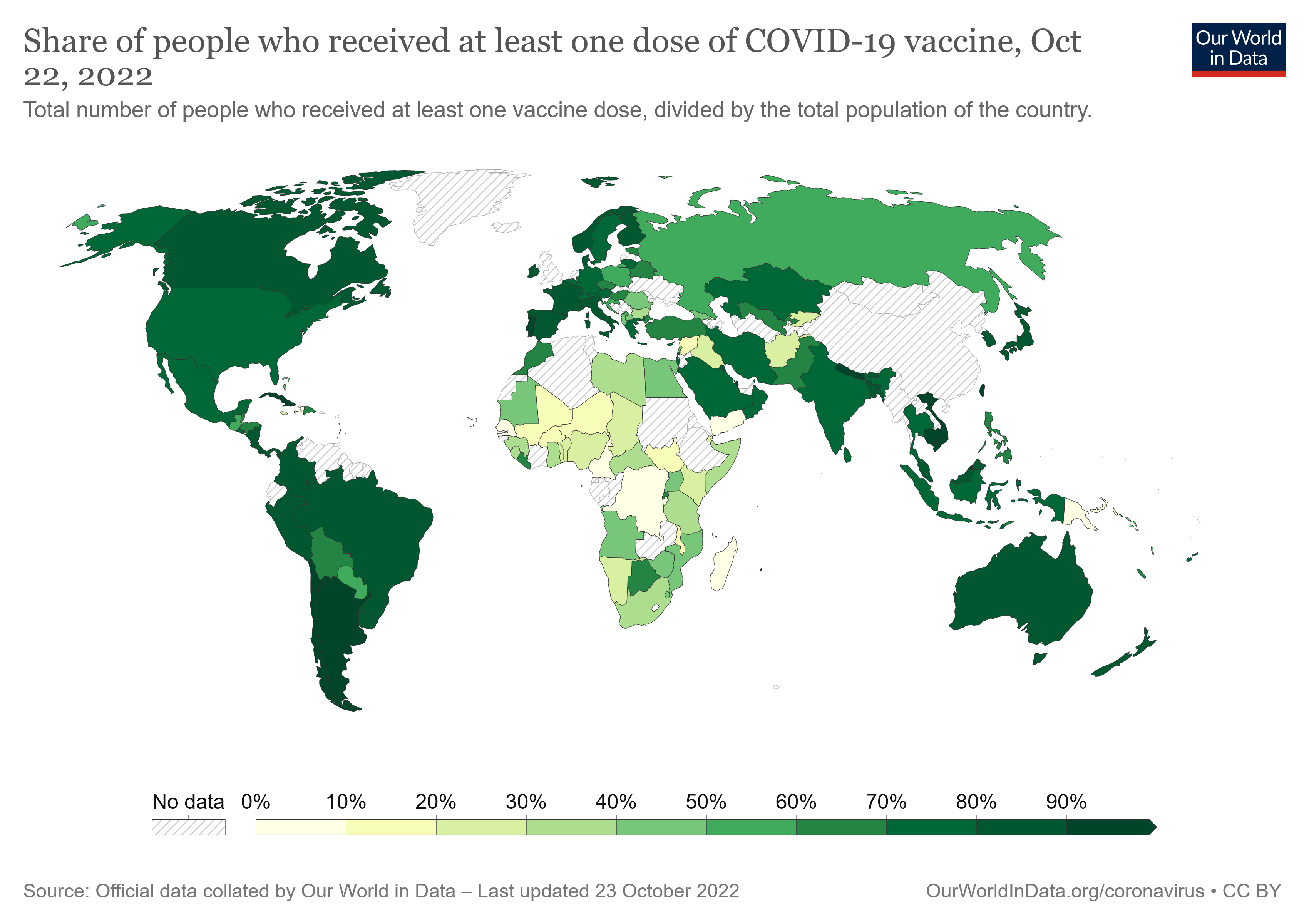
Harta țărilor în care cetățenii au primit cel puțin o doză de vaccin anti-COVID-19 în funcție de țară și procent

Harta țărilor după statutul de aprobare
Aprobat pentru uz general, vaccinarea în masă este în curs
AUU (sau echivalent) acordat, vaccinarea în masă este în curs
EUA vaccinare acordată, limitată
Aprobat pentru uz general, vaccinarea în masă planificată
EUA acordată, vaccinarea în masă planificată
EUA în curs

Un vaccin anti-COVID-19 este un vaccin destinat asigurării imunității dobândite împotriva sindromului respirator acut sever coronavirus 2 (SARS-CoV-2), virusul care cauzează boala coronavirusului 2019 (COVID-19). Înainte de pandemia COVID-19, existau un set de cunoștințe despre structura și funcția coronavirusurilor care cauzează boli precum sindromul respirator acut sever (SARS) și sindromul respirator din Orientul Mijlociu (MERS), care au permis dezvoltarea accelerată a diferitelor tehnologii de vaccinare timpuriu 2020. La 10 ianuarie 2020, datele secvenței genetice SARS-CoV-2 au fost partajate prin GISAID și, până la 19 martie, industria farmaceutică globală a anunțat un angajament major de abordare a COVID-19.
În Uniunea Europeană au fost înregistrate și autorizate până acum 5 vaccinuri anti-COVID-19 produse de companiile farmaceutice BioNTech-Pfizer, Oxford-AstraZeneca, Janssen, Moderna și Novavax. Vaccinurile bazate pe tehnologia ARNm (Comirnaty și Spikevax) conțin ARNm (acid ribonucleic mesager) care creează copii ale proteinei spiculare virale ale coronavirusului, iar sistemul imunitar al gazdei (omului și al animalelor) depistează aceste proteine străine și produce anticorpi neutralizanți care distrug aceste proteine virale ale particulelor de virus (virioni) de SARS-CoV-2, și astfel organismul uman este învățat cum să combată aceste proteine în cazul în care este infectat cu acest virus și, în consecință, nu se îmbolnăvește.
La data de 28 ianuarie 2022, 140 de candidați la vaccin se află în cercetare clinică, inclusiv 44 în studiile de fază I, 31 în studiile de fază I-II, 10 în studiile de fază II, 12 în studiile de fază II-III, 31 în studiile de fază III, 10 în studiile de fază IV și alte 194 în cercetare pre-clinică. Procesele pentru alți nouă candidați au fost încheiate. În studiile de fază III, mai multe vaccinuri anti-COVID-19 demonstrează eficacitate de până la 95% în prevenirea infecțiilor simptomatice COVID-19. Începând cu februarie 2021, 33 vaccinuri sunt autorizate de cel puțin o autoritate națională de reglementare pentru uz public, care utilizează diferite modalități de funcționare: vaccinuri ARNm (Pfizer-BioNTech, Moderna); vaccinuri pe DNA (ZyCoV-D), vaccinuri convenționale inactivate (BBIBP-CorV, CoronaVac, Covaxin, CoviVac); vaccinuri vectoriale virale (Convidecia, Johnson & Johnson, Oxford-AstraZeneca, Sputnik V); vaccinuri peptidice (EpiVacCorona, Novavax).
Multe țări au implementat planuri de distribuție pe etape care acordă prioritate celor cu cel mai mare risc de complicații, cum ar fi persoanele în vârstă, și cele cu risc crescut de expunere și transmitere, cum ar fi lucrătorii din domeniul sănătății. Până în data de 29 ianuarie 2022, 10 miliarde de doze de vaccinuri anti-COVID-19 au fost administrate la nivel mondial pe baza rapoartelor oficiale ale agențiilor naționale de sănătate. AstraZeneca-Oxford a anticipat producerea a 3 miliarde de doze în 2021, și au fost produse peste 3,5 miliarde; Pfizer-BioNTech a anticipat producerea a 1,3 miliarde de doze, dar a reuțit să producă peste 4,3 miliarde de doze; Moderna a vizat producerea a 600 de milioane de doze, și a reușit să producă peste 2,1 miliarde de doze; Sputnik V, Sinopharm, Sinovac și Johnson & Johnson au anticipat producere de câte 1 miliard de doze fiecare, și au reușit să producă peste 365 de milione, 146 de milione, 480 de milione și 879 de milione respectiv; Convidecia a vizat să producă 500 de milioane de doze în 2021. Până în decembrie 2020, peste 10 miliarde de doze de vaccin au fost precomandate de țări, cu aproximativ jumătate din dozele achiziționate de țările cu venituri ridicate, reprezentând 14% din populația lumii. Doar 10% dintre persoanele din țările cu venituri mici au primit cel puțin o doză.
În România, primele 10.000 de doze de vaccin Pfizer-BioNTech au ajuns pe 25 decembrie 2020, România urmând să primească săptămânal în jur de 150.000 de doze. Până în data de 29 ianuarie 2022 au sosit în țară 17.719.799 de doze de vaccinul Pfizer-BioNTech, 3.715.100 de doze de vaccinul Moderna, 3.374.000 de doze de vaccinul Oxford-AstraZeneca și 3.785.100 de doze de vaccinul Janssen. 

## Eforturi anterioare
Vaccinurile au fost produse împotriva mai multor boli cauzate de coronavirusuri la animale, inclusiv pentru bronșita infecțioasă la păsări, coronavirusul canin și coronavirusul felin.

## Eforturi în 2020
Virusul SARS-CoV-2 a fost identificat la sfârșitul anului 2019 drept cauza a ceea ce va fi numit ulterior COVID-19. Un focar major s-a răspândit în întreaga lume în 2020, ceea ce a dus la investiții considerabile în cercetare pentru dezvoltarea unui vaccin.

## Procentul persoanelor adulte (18+) complet vaccinate anti-COVID-19 în Uniunea Europeană
Procentul persoanelor adulte (18+) complet vaccinate anti-COVID-19 (cu ciclu primar complet) în Uniunea Europeană până la 28 ianuarie 2022.
|  | Graficele sunt indisponibile din cauza unor probleme tehnice. Mai multe informații se găsesc la Phabricator și la wiki-ul MediaWiki. |

La nivelul Uniunii Europene, vaccinarea contra COVID se consideră expirată după 270 zile de la ultima vaccinare. Sau după 180 zile de la infectare.

## Reacții adverse post vaccinare

### În România
De la începutul campaniei de vaccinare împotriva COVID-19 și până la sfârșitul anului 2021, în România au fost clasificate 19.716 cazuri ca reacții adverse post vaccinare dintre care 17.567 (89.1%) au avut manifestări generale. 16.621(84.3%) au fost raportate în sistemul Agenției Naționale a Medicamentului și Dispozitivelor Medicale (ANMDMR) și 3.093 (15.7%) au fost raportate către Institutul Național de Sănătate Publică.
| Vaccin             | Reacții adverse locale | Reacții adverse generale | Total |
| ------------------ | ---------------------- | ------------------------ | ----- |
| Comirnaty (Pfizer) | 1583                   | 8464                     | 10047 |
| Moderna            | 332                    | 1940                     | 2272  |
| AstraZeneca        | 138                    | 6033                     | 6171  |
| Johnson            | 96                     | 1130                     | 1226  |
| Total              | 2149                   | 17567                    | 19716 |

## Legături externe
- „The COVID-19 candidate vaccine landscape”. World Health Organization (WHO).
- COVID‑19 Vaccine Tracker. Regulatory Focus
- „STAT's Covid-19 Drugs and Vaccines Tracker”. Stat.
- „COVID-19 vaccines: development, evaluation, approval and monitoring”. European Medicines Agency.
- „Vaccine Development – 101”. U.S. Food and Drug Administration.
- „Coronavirus Variants and Mutations”. The New York Times.
- M.I.T. Lecture 10: Kizzmekia Corbett, Vaccines" pe YouTube